# ITU-R
Се́ктор радиосвя́зи Междунаро́дного сою́за электросвя́зи, МСЭ-R (англ. International Telecommunication Union Radiocommunication Sector, ITU-R) — одно из трёх подразделений Международного союза электросвязи (МСЭ), занимающееся разработкой международных технических стандартов, известных как Рекомендации (англ. Recommendations), в области радиосвязи, теле- и радиовещания. Помимо этого, в компетенцию сектора входит международное распределение диапазонов радиочастот и орбит спутников связи. Секретариатом МСЭ-R является Бюро радиосвязи, БР (англ. Radiocommunication Bureau, BR), расположенное в штаб-квартире МСЭ в Женеве.

## История
Междунаро́дный консультати́вный комите́т по ра́дио или МККР, в иностранных источниках упоминаемый как CCIR (фр. Comité consultatif international des radiocommunications) или IRCC (англ. International Radio Consultative Committee), был основан в 1927 году. В 1932 году МККР и несколько других организаций, включая созданный ещё в 1865 году Международный телеграфный союз (англ. International Telegraph Union, ITU), объединились и образовали МСЭ. В 1992 году структура МСЭ была пересмотрена, в результате чего МККР был объединён с Междунаро́дным комите́том регистра́ции часто́т, МКРЧ (англ. International Frequency Registration Board, IFRB) и переименован в МСЭ-R. Новое название вступило в силу 1 марта 1993 года.